# Bušince
Bušince (węg. Bussa) – wieś (obec) na Słowacji położona w kraju bańskobystrzyckim, w powiecie Veľký Krtíš. Pierwsze wzmianki o miejscowości pochodzą z 1248 roku.
Według danych z dnia 31 grudnia 2012 roku, wieś zamieszkiwały 1463 osoby, w tym 762 kobiety i 701 mężczyzn.
W 2001 roku rozkład populacji względem narodowości i przynależności etnicznej wyglądał następująco:
- Słowacy – 54,02%
- Czesi – 0,8%
- Polacy – 0,07%
- Romowie – 3,34%
- Węgrzy – 40,25%

Ze względu na wyznawaną religię struktura mieszkańców kształtowała się w 2001 roku następująco:
- Katolicy rzymscy – 89,2%
- Ewangelicy – 3,7%
- Ateiści – 4,5%
- Nie podano – 1,74%